# Gabriela Barros
Gabriela Barros Tapia (n. 28 noiembrie 1980, Santiago, Chile) este un fotomodel cilian. Ea a fost Miss Chile Universe în 2004, ca să fie candideze în același an ca Miss Universe. În finală s-a clasat pe locul 12, câștigătoarea fiind Miss Australia, Jennifer Hawkins.